# 科塞茨卡河
科謝齊卡河（羅馬化：Kosetska）是烏克蘭的河流，位於該國西部赫梅利尼茨基州，屬於茨維托哈河的左支流，發源自塞雷丁齊以北，流經舍佩蒂夫卡區，河道全長19公里，流域面積74.5平方公里。